# 薛蘭
薛 蘭（せつ らん、? - 興平2年（195年））は、中国後漢時代末期の政治家・武将。父は薛衍。子は薛永。孫は薛斉。

## 正史の事跡
興平元年（194年）、呂布が張邈らの協力を得て、曹操から兗州の大部分を奪い取って兗州牧を称した時、薛蘭は呂布配下の兗州別駕従事史として史書に見える。別駕従事史は、州牧（または州刺史）に属する最高級の副官・幕僚であり、薛蘭が呂布陣営において高位の人物であったことが窺える。
まもなく薛蘭は、兗州治中従事史の李封と共に、李乾（李典の従父）を招聘して謀叛を誘ったが、李乾が拒絶したため殺害した。
興平2年（195年）夏、薛蘭と李封は山陽郡鉅野県に駐屯していたが、李乾の子である李整ら曹操軍の攻撃を受け、呂布も2人を救援しようとしたが叶わず、薛蘭と李封は敗北して曹操に斬られた。
また、『後漢書』（張倹伝）によると、後漢の名士張倹が同郷人を集めて謀叛を企んでいるとでっち上げられる事件があり、その謀反人の中には薛蘭の名も見える。これを同一人物と仮定すると、薛蘭は山陽郡高平県の人となる。

## 家族・家系
『新唐書』（表第十三下 宰相世系三下）によると、父の薛衍は東海国の相を務めた。子の薛永（字は茂長）は劉備に仕え、蜀郡太守になった。孫の薛斉（字は夷甫）は巴郡と蜀郡の太守になり、蜀漢が滅亡すると5千戸を伴って魏に降り、光禄大夫となった。
また、薛蘭の家系は黄帝を始祖とし、代々高官を輩出する家柄であった。漢の高祖に黥布対策を進言した薛公、唐代の書家薛稷も同じ家筋だと伝えられている。

## 物語中の薛蘭
小説『三国志演義』でも、呂布配下の武将として登場する。部下の兵士が略奪のために城内から出払ってしまっていたため、その隙を曹操軍に衝かれるという醜態を晒す。やむなく少数の兵で迎撃するが、許褚に李封を討ち取られ逃げ出したところを、呂虔に弓矢で射殺されている。
横山光輝の漫画『三国志』では、この時に曹操配下として初陣を飾った許褚に、李封共々討ち取られたことになっている。